# Ivan Hlinka
Ivan Hlinka (Most, 26 gennaio 1950 – Karlovy Vary, 16 agosto 2004) è stato un hockeista su ghiaccio e allenatore di hockey su ghiaccio cecoslovacco, dal 1993 ceco.
Da giocatore ha vinto con la nazionale cecoslovacca due medaglie olimpiche (di argento nel 1976 e di bronzo nel 1972) e tre titoli mondiali (1972, 1976 e 1977). Da allenatore ha guidato all'oro la nazionale ceca ai XVIII Giochi olimpici invernali. 
È deceduto a causa di un incidente stradale all'età di 54 anni.

## Palmarès

### Olimpiadi
- Argento a Innsbruck 1976.
- Bronzo a Sapporo 1972.

### Mondiali
- Oro a Praga 1972.
- Oro a Katowice 1976.
- Oro a Vienna 1977.
- Argento a Berna/Ginevra 1971.
- Argento a Helsinki 1974.
- Argento a Monaco di Baviera/Düsseldorf 1975.
- Argento a Praga 1978.
- Argento a Mosca 1979.
- Bronzo a Mosca 1973.
- Bronzo a Göteborg/Stoccolma 1981.